# Uganda en los Juegos Mundiales de Breslavia 2017
Uganda fue uno de los 102 países que participó en los Juegos Mundiales de 2017 celebrados en Breslavia, Polonia.
Uganda envió una delegación compuesta de dos atletas, quienes quedaron inscritos en las pruebas de Remo bajo techo. Este no fue un deporte oficial, por lo que el país nunca tuvo posibilidad de figurar en el medallero oficial de los Juegos.
Ninguno de los dos atletas inscritos se presentó el día de sus pruebas, por lo que pese a estar considerados en los resultados, Uganda no tuvo participación real.

## Remo bajo techo
| Mujeres              |                    |                |   |
| Betty Nabifo Belinda | 2000 m peso ligero | No se presentó | - |
| Hombres              |                    |                |   |
| Arnold Omony         | 2000 m peso ligero | No se presentó | - |